# Tourismus in Japan

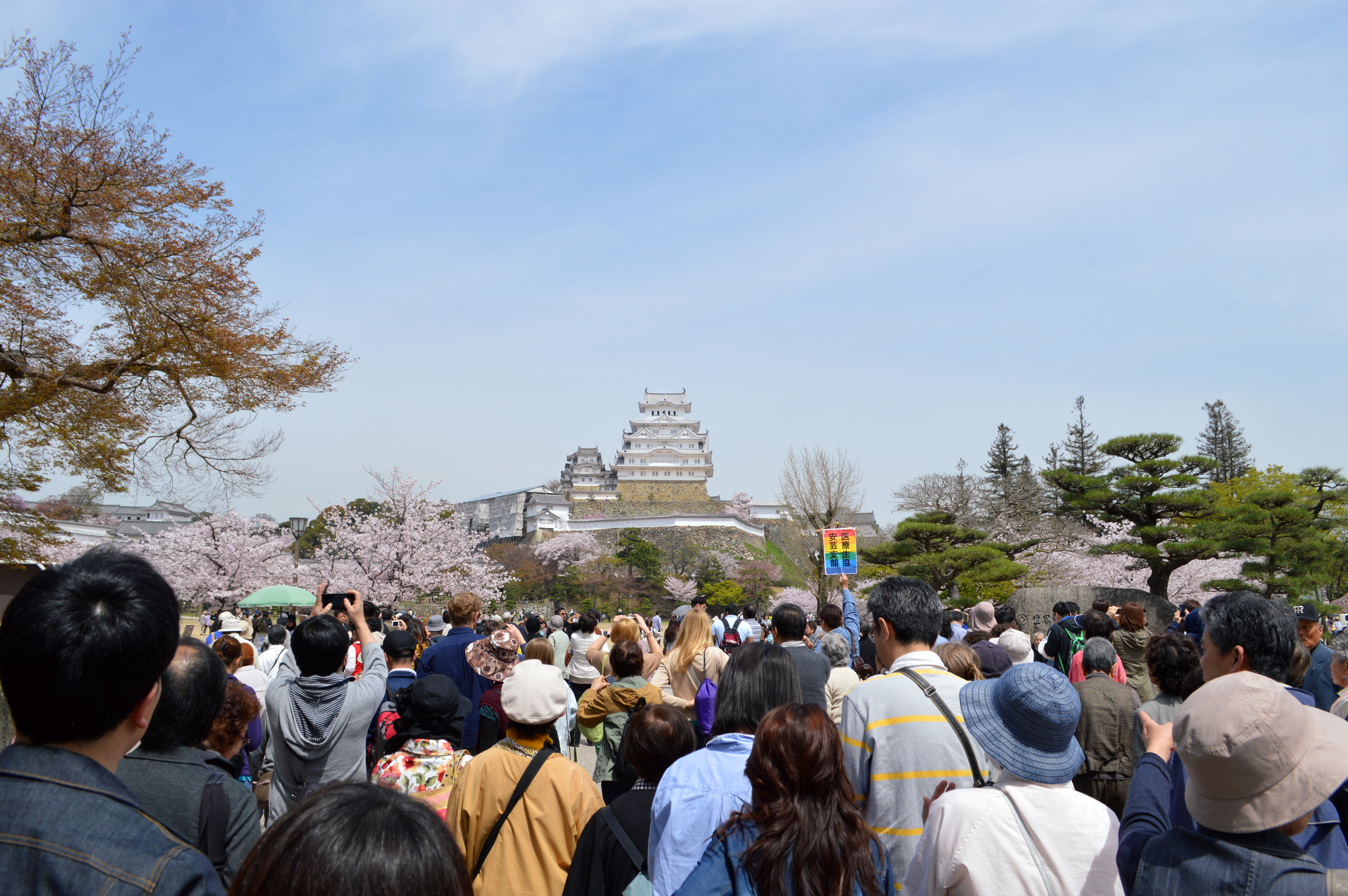
Menschenmassen auf dem Weg zur Himeji-jō (UNESCO-Welterbe)

Japan ist ein nahezu überall touristisch erschlossenes Land. Aufgrund des hohen Industrialisierungsgrads des Landes spielt der Tourismus als Wirtschaftszweig allerdings nur eine sehr geringe Rolle. Im Travel and Tourism Competitiveness Report 2017 des World Economic Forum belegt Japan Platz 4 von 136 Ländern.

## Ausländische Touristen

Ausländische Touristen nach Herkunftsland

Wegen der hohen Lebenshaltungskosten und der relativ langen Flugzeit aus Europa oder Nordamerika ist die Anzahl der ausländischen Touristen aus diesen Regionen relativ gering. Der Großteil der ausländischen Besucher Japans stammt aus umliegenden asiatischen Ländern wie Südkorea oder der VR China. Gerade die chinesischen Touristen, die über eine teilweise hohe Kaufkraft verfügen, werden von Japan besonders ins Auge gefasst. So wurden 2010 die Visa-Bestimmungen für Chinesen gelockert, um damit mehr Touristen aus China zur Reise nach Japan zu bewegen. 2010 waren es insgesamt 8,6 Millionen, im Verhältnis zur Bevölkerung des Landes eine geringe Zahl. Aufgrund des schweren Erdbebens und der Nuklearkatastrophe von Fukushima im März 2011 brach der Tourismus im Jahr 2011 ein. Seit 2013 jedoch erlebt Japan einen beispiellosen Zuwachs an ausländischen Touristenankünften. 2017 stieg deren Zahl auf 28,7 Millionen, ein Zuwachs von knapp 20 Prozent im Vergleich zum Vorjahr (24 Millionen). Ermutigt von dieser Entwicklung, hat die japanische Regierung ihr ursprüngliches Ziel, bis 2030 30 Millionen ausländische Touristenankünfte zu erreichen, im Jahr 2016 auf 60 Millionen verdoppelt. Seit einigen Jahren hat Japan einem hohen Zuwachs bei Touristen aus Australien und Thailand zu verzeichnen, die insbesondere zum Skifahren nach Japan kommen. Da es in beiden Ländern kaum Skigebiete gibt und Japan die nächstgelegenen Skigebiete hat, sind Präfekturen wie Hokkaidō und Nagano beliebte Touristenziele. Besonders das Skigebiet Niseko in Hokkaidō, welches einen hohen Anteil an australischen Touristen hat, wird daher auch „Aussie Town“ genannt.
Liste der Länder, aus denen 2024 die meisten Menschen nach Japan kamen:
| #  | Land                   | Zahlen (2024) |
| -- | ---------------------- | ------------- |
| 1  | Südkorea               | 8.817.765     |
| 2  | Volksrepublik China    | 6.981.342     |
| 3  | Taiwan                 | 6.044.316     |
| 4  | Vereinigte Staaten     | 2.724.594     |
| 5  | Hongkong               | 2.683.391     |
| 6  | Thailand               | 1.148.848     |
| 7  | Australien             | 920.196       |
| 8  | Philippinen            | 818.659       |
| 9  | Singapur               | 691.226       |
| 10 | Vietnam                | 621.173       |
| 11 | Kanada                 | 579.445       |
| 12 | Indonesien             | 517.651       |
| 13 | Malaysia               | 506.883       |
| 14 | Vereinigtes Königreich | 437.230       |
| 15 | Frankreich             | 385.071       |
| 16 | Deutschland            | 325.870       |
| 17 | Indien                 | 233.061       |
| 18 | Italien                | 229.785       |
| 19 | Spanien                | 182.284       |
| 20 | Mexiko                 | 151.835       |
| 21 | Neuseeland             | 115.012       |
| 22 | Niederlande            | 102.981       |
| 23 | Russland               | 99.284        |
| 24 | Brasilien              | 85.609        |
| 25 | Schweiz                | 72.193        |

## Inländische Touristen
Die Japaner selbst sind begeisterte Inlandstouristen, daher versucht jeder Ort im Land seine eigenen touristischen Qualitäten herauszustreichen und deshalb wird besonders viel Wert auf die lokalen Besonderheiten gelegt. Bus- und Bahnnetze reichen bis in kleine Ortschaften, an jeder Stadt befindet sich in der Nähe des Bahnhofs eine Touristeninformation, die Stadtpläne und Informationsmaterial bereithält, meistens auch in eingeschränkter Auswahl auf Englisch (selten auch auf Deutsch). Vielerorts sind lokale Sehenswürdigkeiten wie Burgen und Tempel touristisch erschlossen. Traditionelle Handwerke und Speisen der Region werden gepflegt. Über das Land verteilt sind kleine Museen, die von traditioneller Kultur über moderne Kunst bis zu völlig unerwarteten Dingen (etwa ein Museum für klassische amerikanische Autos auf Kyushu) alle möglichen Nischen füllen. Ein anderes Beispiel dafür ist das Museum für moderne Glaskunst auf der Insel Niijima.
Japanische Firmen verlangen von ihren Mitarbeitern ein hohes Maß an Loyalität. Daher ist es üblich, dass Salarymen auf einen Teil ihres Urlaubsanspruchs verzichten und deshalb finden Reisen zu drei Hauptzeiten statt, wenn das ganze Land Urlaub macht. 
Das ist zum einen die Golden Week im Mai, die Obon-Woche (nach Region im Juli oder August) und Neujahr. Ein Urlaub von mehr als einer Woche am Stück ist in Japan unüblich. Längere Reisen sind nur als Student oder als Rentner einfach und ohne besonders langfristige Abklärung mit der Firma durchführbar. Trotzdem sind japanische Firmen sehr wohl darauf bedacht, ihren Mitarbeitern auch Entspannung zu bieten, und so sind Touren mit der ganzen Abteilung üblich, die auch den sozialen Zusammenhalt innerhalb der Firma pflegen sollen. Deshalb unterhalten viele Unternehmen auch eigene Unterkünfte in Touristenorten.
Japanische Touristen folgen auf ihren Reisen einem eigenen Muster, und die Branche ist ganz darauf eingestellt. Japaner machen vor allem Kurztrips und kehren am selben oder am nächsten Tag zurück. Man fährt morgens so früh wie möglich los, um dann am Zielort so viel wie möglich zu sehen. Auf der im Prospekt empfohlenen Route und von wichtigen Sehenswürdigkeiten wird ein Foto gemacht. Für die Daheimgebliebenen werden Omiyage (Andenken) meist in Form von Süßigkeiten oder Produkten des lokalen Handwerks gekauft. Parks, Tempel und Museen schließen in Japan in der Regel bereits um 17 Uhr, denn um diese Zeit kehren die Touristen in ihre Unterkunft oder in ein manchmal sehr luxuriöses traditionelles japanisches Hotel, genannt Ryokan ein. Eine preiswerte Variante des Ryokan ist ein Minshuku. Dort nimmt man ein Abendessen, überwiegend aus lokalen Spezialitäten, zu sich; es gehört zum guten Ton für die Besitzer eines guten Ryokan, in der lokalen Küche ausgebildet zu sein. Gehobene Ryokan bieten auch einen hauseigenen echten Onsen zur Entspannung; ein heißes Bad bieten alle. Einige Touristenorte bieten auch ein Nachtleben mit entsprechenden Bars.

## Angebote

### Natur

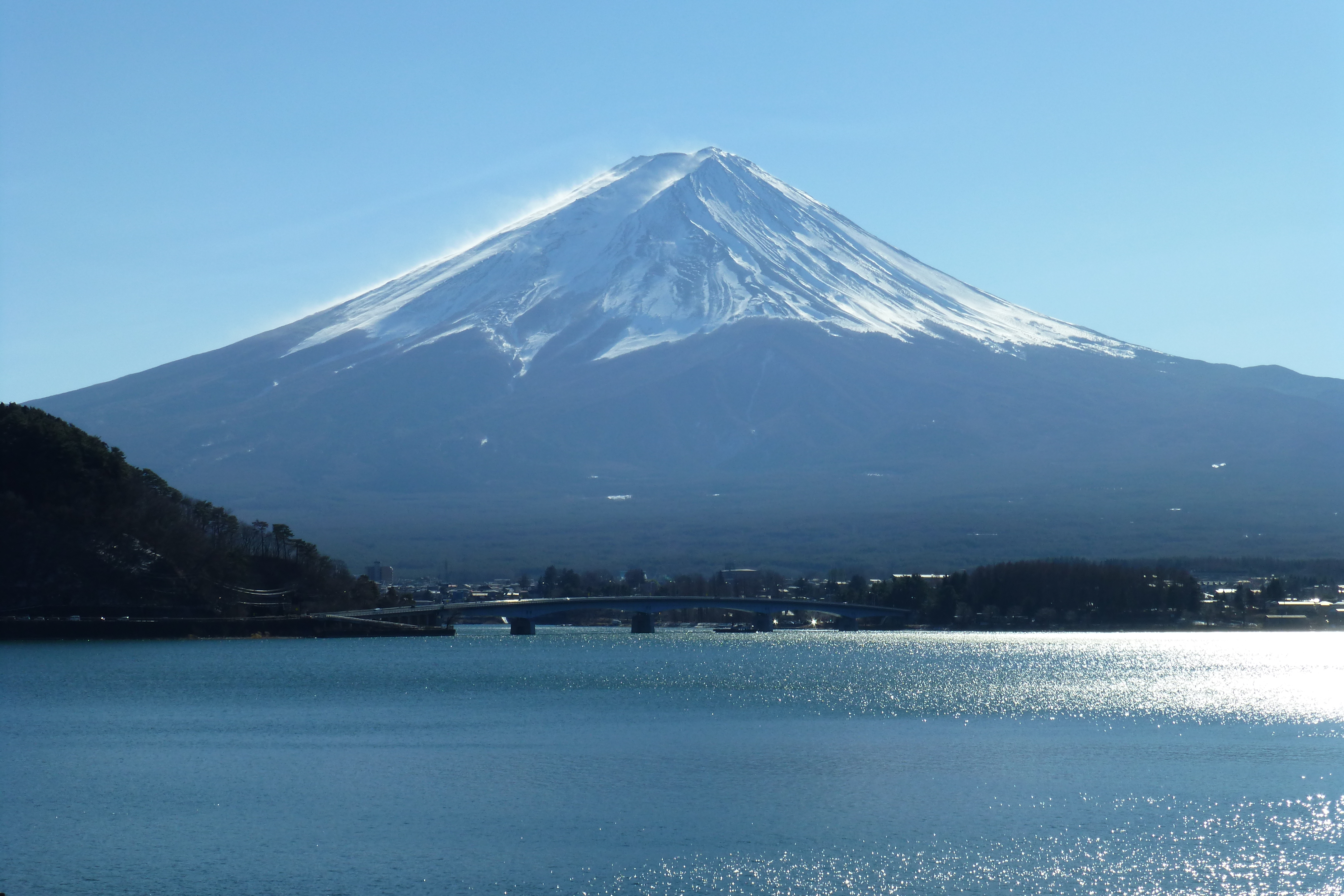
Fuji

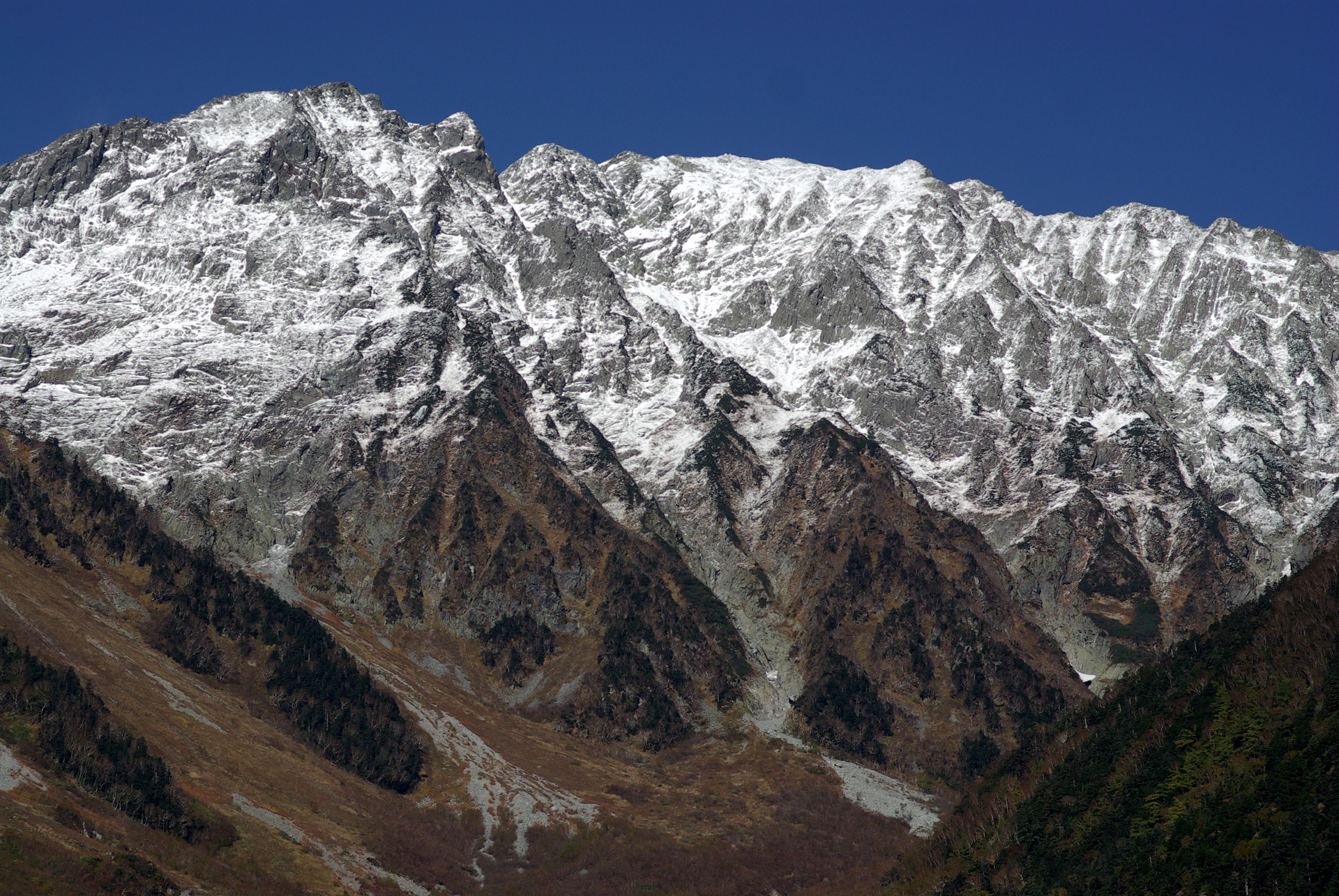
Die Japanischen Alpen, vom Kamikōchi aus gesehen

Weitere Touristenmagnete sind Aussichtspunkte, die besonders schöne Naturansichten bieten. Nachdem die Verstädterung viele Ebenen in Betonmeere verwandelt hat und die Flüsse unter dem Asphalt verschwinden ließ, sehnen sich die Japaner nach den Orten, wo die Natur noch ursprünglich ist. Weite Teile Japans, rund 80 % der Landesfläche, sind nur dünn besiedelt, weil es sich um schwer zugängliche Gebirge oder entlegene Inseln handelt. Für jede Region existieren sogar Ranglisten mit den schönsten Aussichtspunkten.

### Wintersport
Hokkaidō, die nördlichste Insel, liegt im Winter unter einer dichten Schneedecke und ist daher ein beliebtes Wintersportgebiet. 1972 hat Sapporo die Olympischen Winterspiele ausgerichtet. Eine weitere Attraktion ist das Sapporo-Schneefestival.
Das Inland von Honshū besteht vor allem aus zerklüfteten Bergen, sodass auch hier eine hohe Schneesicherheit herrscht, sogar noch im März, wenn in Kyūshū bereits die Kirschblüten-Saison beginnt. Bekanntester Wintersportort auf Honshū ist Nagano und speziell der Ort Hakuba, ebenfalls Olympiastadt (1998).

### Vergnügungsparks
Der Wirtschaftsboom der 1980er Jahre, als Investitionskapital im Überfluss vorhanden war, hat auch eine Vielzahl von Vergnügungsparks entstehen lassen, von denen ein Teil einen großen Erfolg verzeichnen konnte, z. B. das Tokyo Disneyland. Andere Themenparks mussten nach dem Platzen der Wirtschaftsblase schließen oder kämpfen ums Überleben.

### Wellness
Die aufgrund der vulkanischen Aktivität fast unzähligen heißen Quellen sind in Japan ein enorm wichtiger Zweig des Tourismus. Die Tradition von Kurorten, die Entspannung in den natürlichen heißen Quellen (Onsen) bieten, reicht bereits bis in die Edo-Zeit zurück. Eine Variante des Onsen ist ein Bad in heißem Sand, eine Spezialität von Kurorten wie Beppu. Auch die Massage hat in Japan eine lange Tradition, Masseur war im alten Japan ein möglicher Beruf für Blinde. Seitdem die Generation, die Japan nach dem Zweiten Weltkrieg aufgebaut hat, zu finanziell gut gestellten Rentnern geworden ist (sog. 熟年, jukunen) erleben Japans Kurorte, insbesondere auf der Izu-Halbinsel, einen Boom.

## Japanische Touristen im Ausland
Laut dem Henley Passport Index vom 3. Quartal 2022 können Japaner 193 Länder ohne Visum oder mit Visum bei Ankunft bereisen (Deutsche und Spanier: 190 Länder, Österreicher: 188, Schweizer: 186). Der japanische Reisepass ist damit zurzeit der stärkste der Welt, aber laut asia.nikkei.com haben nur 23 Prozent der Japaner einen – der geringste Prozentsatz unter den G-7-Ländern.